# باول بار
باول بار (بالفرنسية: Paul Bar)‏ هو طبيب توليد ‏ فرنسي، ولد في 5 نوفمبر 1853 في باريس في فرنسا، وتوفي بنفس المكان في 26 نوفمبر 1945.